# Untereinheit 3 des Arp 2/3-Komplexes
Die Untereinheit 3 des Arp 2/3-Komplexes, verkürzt p21-ARC oder auch nur p21 (wegen der molaren Masse von rund 21 kDa), ist ein Strukturprotein und als solches eine von sieben Untereinheiten des Arp 2/3-Komplexes. Das Protein wird vom Gen ARPC3 auf dem 12. Chromosom des Menschen codiert.

## Funktion
Die Untereinheit 3 des Arp 2/3-Komplexes interagiert mit den Proteinen Arp2, Arp3, p16, p20,  p34 und p40 und bildet mit ihnen zusammen den Arp 2/3-Komplex, der eine wichtige Rolle bei der Bildung von Aktinfilamenten aus G-Aktin spielt. Der Komplex fungiert nämlich als Zentrum für die weitere Aktinnukleation, indem er mit den beiden Untereinheiten Arp 2 und 3 ein Aktin-Dimer nachahmt, dabei aber stabiler als das Dimer selbst ist. Für eine Aktivierung des Komplexes müssen aber noch "Nucleation promoting factors (NPFs)" an vier Untereinheiten des Komplexes und an Aktin binden. Die p21-Untereinheit besitzt eine solche Bindungsstelle.